# 莉萨·柯里
莉萨·柯里（英語：Lisa Curry，1962年5月15日—），澳大利亚女子游泳运动员。她曾代表澳大利亚参加1978年、1982年和1990年英联邦运动会游泳比赛，获得七枚金牌、二枚银牌和一枚铜牌。她也曾参加1980年、1984年和1992年夏季奥运会。